# Пурпурный саблекрыл
Пурпурный саблекрыл, или фиолетовый саблекрыл (лат. Campylopterus hemileucurus) — птица семейства колибри.

## Описание
Пурпурный саблекрыл достигает длины примерно от 14 до 15 см. Вес самца составляет 11,5, вес самки — 9,5 г. Нижняя сторона и горло самца тёмно-фиолетовые. Белое пятно за глазами отчётливо выделяется на фоне зелёной макушки и фиолетовой области уха. Фиолетовый затылок и верхняя часть тела становятся зеленовато-синими ближе к кроющим хвоста. Хвост чёрно-фиолетовый, причём внешние три рулевых пера белые. Фиолетовое горло самки обрамлено «бородой». У неё также белое пятно за глазами, зелёная макушка в области уха тусклее. Нижняя часть тела светло-серая с зелёными крапинами по бокам. Подхвостье зелёное. Внутренние рулевые перья зелёно-чёрные, внешние черноватые с белыми пятнами. Немного согнутый клюв и ноги чёрные у обоих полов.

## Распространение
Ареал вида охватывает центральноамериканские страны: Мексику, Белиз, Гватемалу, Гондурас, Сальвадор, Никарагуа, Коста-Рику и Панаму. Колибри живёт обычно в подлеске и на опушке горных лесов. В поисках корма он покидает вечнозелёные влажные леса и посещает населенные территории, плантации бананов или сельхозугодья. Колибри обитает на высоте от 500 до 2 400 м над уровнем моря.

## Образ жизни
Колибри удивительно не агрессивен для своего размера и мало доминирует. Он мало территориален по отношению к цветкам. Heliconiaceae, бананы и кустарники в подлеске рода Cephaelis принадлежат к рациону его питания. Гнездо в форме толстой чаши из мха, тонких волокон и растений он связывает с помощью паутины.

## Подвиды
Известно два подвида, которые различаются своим оперением и ареалом:
- Campylopterus hemileucurus hemileucurus (Deppe, 1830) — номинативная форма. Единичные особи обитают на юге Мексики. Южнее область распространения тянется до юга Центрального Никарагуа.
- Campylopterus hemileucurus mellitus Bangs, 1902 немного крупнее номинативного подвида. На хвосте более крупные белые пятна. Оперение верхней части тела более зелёное. Обитает в Коста-Рике и на западе Панамы.